# Rahling
Rahling település Franciaországban, Moselle megyében. Lakosainak száma 720 fő (2022. január 1.). Rahling Bining, Etting, Montbronn, Butten, Dehlingen, Schmittviller és Soucht községekkel határos.

## Népesség
A település népességének változása:
| Lakosok száma | 843  | 827  | 781  | 836  | 802  | 773  | 766  | 737  | 722  | 720  |
|               | 1968 | 1982 | 1990 | 2006 | 2013 | 2015 | 2017 | 2019 | 2020 | 2022 |